# Kempynus striatus
Kempynus striatus är en insektsart som beskrevs av Tim R. New 1983. Kempynus striatus ingår i släktet Kempynus och familjen vattenrovsländor. Inga underarter finns listade i Catalogue of Life.